# Subjektive Validierung
Subjektive Validierung ist eine kognitive Verzerrung, bei der eine Person eine Aussage oder eine andere Information als korrekt annimmt, wenn sie irgendeine persönliche Bedeutung oder Signifikanz für die Person hat.
Mit anderen Worten, eine Person, deren Meinung von subjektiver Validierung betroffen ist, wird beispielsweise zwei Ereignisse ohne Bezug, also einen Zufall, als abhängig auffassen, weil ihre persönliche Überzeugung fordert, dass sie abhängig sind.
Subjektive Validierung hat einen direkten Bezug zum Barnum-Effekt und spielt eine wichtige Rolle bei Cold Reading.
Sie wird als der Hauptgrund für die meisten Meldungen von paranormalen Phänomenen angesehen.